# Bolama

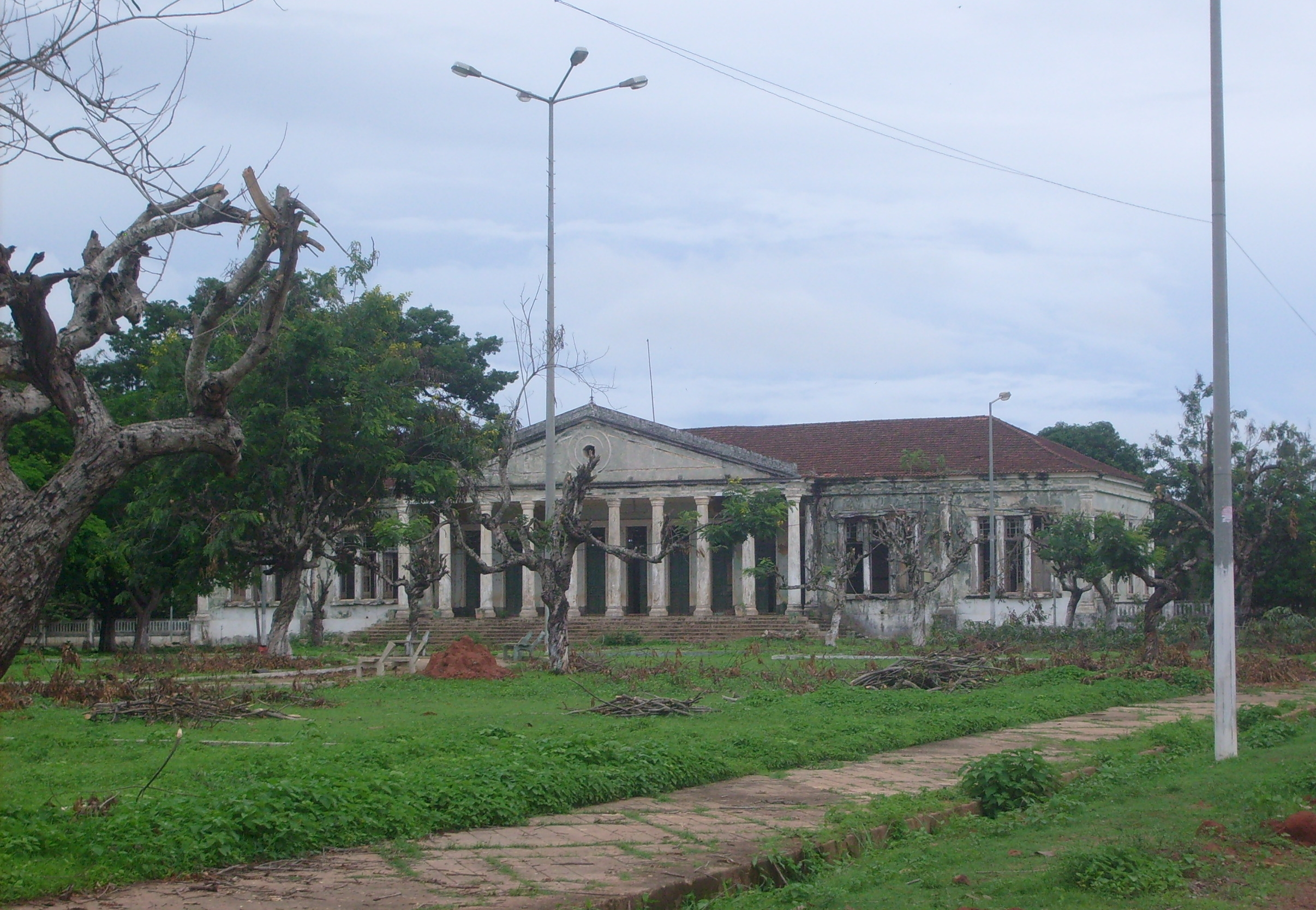
Ruinas de la época colonial en la isla (en recuperación)

La isla Bolama (en portugués: Ilha Bolama) es la más cercana de las islas Bijagós al territorio continental de Guinea-Bisáu, y es también el nombre de la ciudad principal, además capital de la región de Bolama. La población es de 10 014 (est. 2008). Está rodeada por los pantanos de mangle.
Aunque fue visitada a menudo por la gente local, la isla al parecer estaba deshabitada cuando los colonos británicos la visitaron en 1792. Después de una serie de sucesos, abandonaron la isla en 1794, y otra tentativa de la colonización en 1814 también terminó rápidamente. Los portugueses también reclamaron Bolama en 1830 y se inició un conflicto por su posesión. En 1860 los británicos declararon la isla como parte de Sierra Leona británica, pero en 1870 una comisión presidida por Ulysses S. Grant concedió Bolama al Reino de Portugal. Posteriormente, en 1879, Bolama se convirtió en la primera capital de la Guinea portuguesa y permaneció así hasta su transferencia a Bisáu en 1941. Bisáu había sido fundada en 1687 por el Reino de Portugal como un centro portuario y comercial fortificado. 
Una planta de tratamiento de fruta fue construida en Bolama poco después de la independencia de Guinea-Bisáu, con ayuda exterior neerlandesa. Sin embargo, no pudo ampliarse y tuvo que cerrar sus operaciones, debido a la escasez de agua dulce en la isla. Las atracciones en la isla incluyen sus playas arenosas y el Palacio del Gobernador. También se le señala como reserva de biosfera.